# Try This Tour
Try This Tour es el segundo concierto mundial de la cantante Pink, como promoción de su tercer disco de estudio, Try This. El tour visitó países de Europa y Oceanía. 
El espectáculo en sí se dividió en cuatro segmentos, cada uno de ellos representaba a un álbum de la artista, más una sección acústica: En la primera sección representó temas de su primer disco de estudio, Can't Take Me Home, donde aparece con el pelo completamente rosa. Para el segundo acto, fueron temas de Missundaztood, su segundo álbum. Pink aparece vestida con una campera de cuero, jeans y peluca rubia. Luego, un segmento acústico, Pink viste un vestido con los colores de la bandera estadounidense e interpreta pequeños fragmentos tanto de temas suyos como covers de Janis Joplin. Para el último segmento perteneciente a Try This, vestía un vestuario estilo Rock, sin peluca, con su pelo negro. El tour cuenta con una sección Encore, donde Pink interpreta un cover de Guns N' Roses, "Welcome to the Jungle" y finaliza con su clásico "Get the Party Started", con un show de telas. 
En la segunda manga del tour, Pink hizo ciertas modificaciones en el setlist. Por ejemplo, incluyó "Numb" y "Save My Life".
La gira cuenta con un DVD, grabado en el 2006, en Mánchester, Inglaterra. El DVD contiene el show completo (con la excepción una censura durante "Lady Marmalade" donde Pink interpreta un pequeño fragmento de "Beautiful" de Christina Aguilera) y cuenta con escenas detrás de cámara. Estos extras se titulan "On the road with Pink".

## Repertorio

### Primera Manga (Arenas)
Can't Take Me Home
1. "There You Go"
2. "Most Girls"
3. "Split Personality"
4. "Lady Marmalade" with one line of Christina Aguilera's "Beautiful"

M!ssundaztood
1. Twisted Sister's "I Wanna Rock"
2. "Don't Let Me Get Me"
3. "18 Wheeler"
4. "Family Portrait"
5. "Just Like a Pill"
6. "Respect"

Segmento Acústico
1. "My Vietnam"
2. "Misery"
3. "Eventually"
4. George Gershwin's "Summertime"
5. Kris Kristofferson's "Me and Bobby McGee"
6. Erma Franklin's "Piece of My Heart"
7. Josh Wink's "Higher State of Consciousness"

Try This
1. "Feel Good Time"
2. "God Is a DJ"
3. "Oh My God"
4. "Trouble"
5. "Last to Know"
6. "Try Too Hard"
7. "Unwind"

Encore
1. Guns N' Roses' "Welcome to the Jungle"
2. "Get the Party Started"

## Fechas
| Europa                |                     |                   |                                  |
| 19 de febrero de 2004 | Dublín              | Irlanda           | Point Theatre                    |
| 21 de febrero de 2004 | Belfast             | Irlanda del Norte | Odyssey Arena                    |
| 23 de febrero de 2004 | Bruselas            | Bélgica           | Forest National                  |
| 25 de febrero de 2004 | Hannover            | Alemania          | Preussag Arena                   |
| 27 de febrero de 2004 | Stuttgart           | Alemania          | Pabellón Hanns Martin Schleyer   |
| 28 de febrero de 2004 | Zúrich              | Suiza             | Hallenstadion                    |
| 29 de febrero de 2004 | Zúrich              | Suiza             | Hallenstadion                    |
| 4 de marzo de 2004    | Múnich              | Alemania          | Olympiahalle                     |
| 5 de marzo de 2004    | Leipzig             | Alemania          | Arena Leipzig                    |
| 7 de marzo de 2004    | Berlín              | Alemania          | Pabellón Max Schmeling           |
| 8 de marzo de 2004    | Copenhague          | Dinamarca         | Forum Copenhagen                 |
| 10 de marzo de 2004   | Oslo                | Noruega           | Oslo Spektrum                    |
| 11 de marzo de 2004   | Estocolmo           | Suecia            | Hovet                            |
| 13 de marzo de 2004   | Hamburgo            | Alemania          | O2 World Hamburgo                |
| 15 de marzo de 2004   | Colonia             | Alemania          | Lanxess Arena                    |
| 17 de marzo de 2004   | París               | Francia           | Palais Omnisports de Paris-Bercy |
| 18 de marzo de 2004   | Róterdam            | Países Bajos      | Ahoy Rotterdam                   |
| 20 de marzo de 2004   | Birmingham          | Reino Unido       | NEC Arena                        |
| 21 de marzo de 2004   | Nottingham          | Reino Unido       | Arena Nottingham                 |
| 23 de marzo de 2004   | Londres             | Reino Unido       | Wembley Arena                    |
| 24 de marzo de 2004   | Londres             | Reino Unido       | Wembley Arena                    |
| 26 de marzo de 2004   | Mánchester          | Reino Unido       | Manchester Evening News Arena    |
| 27 de marzo de 2004   | Sheffield           | Reino Unido       | Hallam FM Arena                  |
| 28 de marzo de 2004   | Mánchester          | Reino Unido       | The Ritz                         |
| 30 de marzo de 2004   | Newcastle           | Reino Unido       | Telewest Arena                   |
| 31 de marzo de 2004   | Glasgow             | Reino Unido       | SEC Centre                       |
| 1 de abril de 2004    | Glasgow             | Reino Unido       | SEC Centre                       |
| 4 de abril de 2004    | Viena               | Austria           | Wiener Stadthalle                |
| 5 de abril de 2004    | Budapest            | Hungría           | Budapest Sports Arena            |
| 8 de abril de 2004    | Múnich              | Alemania          | Olympiahalle                     |
| 10 de abril de 2004   | Oberhausen          | Alemania          | König Pilsener Arena             |
| Oceanía               |                     |                   |                                  |
| 24 de abril de 2004   | Newcastle           | Australia         | Newcastle Entertainment Centre   |
| 25 de abril de 2004   | Sídney              | Australia         | Sydney Entertainment Centre      |
| 28 de abril de 2004   | Brisbane            | Australia         | Brisbane Entertainment Centre    |
| 30 de abril de 2004   | Perth               | Australia         | Challenge Stadium                |
| 3 de mayo de 2004     | Adelaida            | Australia         | Adelaide Entertainment Centre    |
| 5 de mayo de 2004     | Melbourne           | Australia         | Rod Laver Arena                  |
| Europa                |                     |                   |                                  |
| 26 de junio de 2004   | Frauenfeld          | Suiza             | Grosse Allmend                   |
| 27 de junio de 2004   | Niederkorn          | Luxemburgo        | Stade Jos Haupert                |
| 29 de junio de 2004   | Ámsterdam           | Países Bajos      | Heineken Music Hall              |
| 1 de julio de 2004    | Werchter            | Bélgica           | Werchter Festival Grounds        |
| 2 de julio de 2004    | Gdynia              | Polonia           | Kościuszki Square                |
| 6 de julio de 2004    | Moscú               | Rusia             | Estadio Olimpiski                |
| 7 de julio de 2004    | San Petersburgo     | Rusia             | Palacio de Hielo                 |
| 9 de julio de 2004    | Sundsvall           | Suecia            | Storgatan                        |
| 10 de julio de 2004   | Perth and Kinross   | Reino Unido       | Balado                           |
| 11 de julio de 2004   | Naas                | Irlanda           | Punchestown Racecourse           |
| 14 de julio de 2004   | Balingen            | Alemania          | Messegelände Balingen            |
| 16 de julio de 2004   | Bratislava          | Eslovaquia        | Estadio de Hielo Ondrej Nepela   |
| 17 de julio de 2004   | Graz                | Austria           | Schwarzl Freizeit Zentrum        |
| 20 de julio de 2004   | Belgrado            | Serbia            | Feria de Belgrado                |
| 22 de julio de 2004   | Brașov              | Rumania           | Piața Sfatului                   |
| 24 de julio de 2004   | Kilyos              | Turquía           | Solar Beach                      |
| 26 de julio de 2004   | Lucca               | Italia            | Auditorium di San Romano         |
| 28 de julio de 2004   | Vienne              | Francia           | Théâtre antique de Vienne        |
| 29 de julio de 2004   | Antibes             | Francia           | La Pinède                        |
| 31 de julio de 2004   | Berlín              | Alemania          | Velódromo de Berlín              |
| 1 de agosto de 2004   | Praga               | República Checa   | O2 Arena                         |
| 4 de agosto de 2004   | Hamburgo            | Alemania          | Freilichtbühne im Stadtpark      |
| 5 de agosto de 2004   | Skanderborg         | Dinamarca         | Skanderborg Lake                 |
| 10 de agosto de 2004  | Reikiavik           | Islandia          | Laugardalshöll                   |
| 13 de agosto de 2004  | Colmar              | Francia           | Theatre du Parc Expo De Colmar   |
| 14 de agosto de 2004  | Sankt Vith          | Bélgica           | Rock eau Rouge                   |
| 15 de agosto de 2004  | Kiel                | Alemania          | Sparkassen-Arena                 |
| 17 de agosto de 2004  | Bonn                | Alemania          | Museumsmeile                     |
| 19 de agosto de 2004  | Gampel              | Suiza             | Open Air Gampel                  |
| 21 de agosto de 2004  | Chelmsford          | Reino Unido       | Hylands House                    |
| 22 de agosto de 2004  | Weston-under-Lizard | Reino Unido       | Weston Park                      |